# 豪尔赫·索拉里
豪尔赫·劳尔·索拉里（Jorge Raúl Solari，1941年11月11日—）是一名已退役的阿根廷足球运动员，司職中场，退役後執教多支球隊。
1960年，豪尔赫·索拉里加盟纽韦尔老男孩竞技俱乐部。索拉里曾代表阿根廷國家足球隊出戰1966年國際足協世界盃。